# Bălăcița
Bălăcița est une commune roumaine du județ de Mehedinți, dans la région historique de l'Olténie et dans la région de développement du Sud-Ouest.

## Géographie
La commune de Bălăcița est située au sud-est du județ, dans la plaine de Bălăcița (Podișul Bălăciței), à la limite avec le județ de Dolj, à 55 km au sud-est de Drobeta Turnu-Severin, la préfecture du județ.
La commune est composée des trois villages suivants (population en 2002) :
- Bălăcița (1 486), siège de la municipalité ;
- Dobra (637) ;
- Gvardița (1 433).

## Religions
En 2002, 99,43 % de la population était de religion orthodoxe.

## Démographie
En 2002, 99,43 % de la population est roumaine.
| 2002  | 2007  |
| ----- | ----- |
| 3 555 | 3 254 |

## Économie
L'économie de la commune est basée sur l'agriculture (céréales notamment) et l'élevage (ovins surtout).

## Lieux et monuments
- Bălăcița, église des Sts Empereurs Constantin et Hélène (Sf Imp Constantin și Elena) de 1898.
- Dobra, église St Nicolas (Sf Nicolae) de 1872.
- Gvardița, église St Nicolas (Sf Nicolae) de 1804.